# Rebel Wilson
Melanie Elizabeth Bownds (Sídney, 2 de marzo de 1980), más conocida como Rebel Wilson, es una actriz,  cantante, comediante, guionista y productora australiana. Es graduada en artes y leyes en la Universidad de Nueva Gales del Sur. Como actriz es conocida por sus papeles en las comedias Bridesmaids, A Few Best Men, What to Expect When You're Expecting, la trilogía Pitch Perfect y How to Be Single.
Ganadora del Premio MTV Movie a la Mejor actuación revelación (2013 Pitch Perfect), Teen Choice Award a la Mejor actriz en una película de comedia (2013, Pitch Perfect), Glamour Award a la Mejor actriz de cine (2013, Pitch Perfect), Premio MTV Movie al Mejor momento musical (2016, Pitch Perfect 2), Premio MTV Movie al Mejor beso (2016, Pitch Perfect 2 y Shorty Award al Mejor actor (2020).
En televisión es conocida por haber creado, producido y protagonizado la serie de ABC Super Fun Night que se estrenó en 2013 y permaneció durante dos temporadas.
Wilson fue nombrada por la revista Variety en la lista de "los 10 mejores comediantes para ver en 2000”.

## Carrera
Wilson estudió en el Teatro Australiano para Jóvenes (ATYP). Estrenó su musical de teatro: Los monólogos de Westie, que ella escribió, protagonizó y produjo en Sídney. Además de Spunks y Confesiones de un estudiante de intercambio.
En 2003 se mudó a Nueva York después de ganar la beca "ATYP Internacional", que fue financiada por Nicole Kidman. Ese mismo año interpretó el papel de Toula en la serie de comedia de SBS Pizza, y también a varios personajes incluyendo a Lucy, Gorda Mandi y Karla Bangs en la serie de comedia The Wedge. También tuvo papeles en las películas Fat Pizza y Ghost Rider.
En 2008 Wilson creó, escribió, produjo y protagonizó la serie de comedia musical Bogan Pride en SBS One y también actuó en la serie Monster House de Nine Network.
En 2009, Wilson ganó el premio Tropfest a la mejor actriz por su papel en la película Bargain!. Apareció además en la comedia Thank God you're Here y el programa de juegos Talkin' 'Bout Your Generation.
También realizó stand-up en el especial de televisión The Breast Darn Show in Town y fue estrella invitada en la serie australiana de drama City Homicide.
Al mudarse a Estados Unidos su siguiente papel cinematográfico llegó en la película de Judd Apatow Bachelorette, donde interpretó a Brynn, la hermana del personaje de Matt Lucas.
Wilson apareció en la serie Rules of Engagement (serie de televisión), de la CBS, y en la sitcom Workaholics. A principios de 2011, Wilson filmó A Few Best Men en los estudios de Fox en Australia y también tuvo un papel en la película Small Apartments. El 11 de julio de 2011 se anunció que Wilson se había unido a la comedia What to Expect When You're Expecting como Janice y también a la película independiente Struck By Lightning.
El 19 de agosto de 2011, Borys Kit, de The Hollywood Reporter, informó que Wilson había reemplazado a Casey Wilson en Bachelorette. También informó Wilson se había convertido en la primera persona en ser convocada para la comedia romántica Pitch Perfect y que prestaría su voz a un personaje en Ice Age: Continental Drift.
Por su actuación como la Gorda Amy en Pitch Perfect, Wilson recibió varias nominaciones a premios. Ganó el MTV Movie Award a la "Mejor actuación revelación" y compartió el premio al "Mejor momento musical" con sus compañeras de elenco.
En enero de 2012, Michael Ausiello de TVLine anunció que Wilson estaba escribiendo y protagonizaría la sitcom Super Fun Night, una comedia que sigue a tres amigas en su decisión de divertirse todos los viernes por la noche. El piloto fue recogido por la CBS y Conan O'Brien se convirtió en uno de los productores ejecutivos. El piloto fue posteriormente rechazado por la CBS, pero la cadena ABC recogió el proyecto. 
También ha interpretado a Robin Peck en la película Pain & Gain (2013), de Michael Bay, y fue anfitriona de los MTV Movie Awards el 14 de abril de 2013.

## Vida personal
En julio de 2011, Wilson se convirtió en portavoz de la compañía de nutrición Jenny Craig en Australia para perder peso. En enero de 2012 reveló haber perdido más de diez kilos desde que se había inscrito en el programa. También reveló que los productores de Pitch Perfect no la dejaron perder más peso durante la película, ya que su contrato indicaba que debía mantener el mismo peso. En febrero de 2013, Wilson confirmó que había terminado su acuerdo con Jenny Craig el año anterior.
En junio de 2022 salió del armario a través de un mensaje en sus redes sociales, y presentó públicamente a su pareja, Ramona Agruma.
El 7 de noviembre de 2022 anunció en Instagram el nacimiento de su hija Royce Lillian, nacida mediante maternidad subrogada.
El 4 de octubre de 2024 se casó con su pareja Ramona Agruma en Cerdeña, Italia en una ceremonia con familia y amigos.

## Filmografía

### Cine
| Año  | Título                                  | Papel                      | Notas |
| ---- | --------------------------------------- | -------------------------- | --- |
| 2003 | Fat Pizza                               | Toula                      | |
| 2007 | Ghost rider                             | Chica en el callejón       | |
| 2009 | Bargain!                                | Linda                      | Cortometraje. Tropfest award por Mejor actriz |
| 2011 | Bridesmaids                             | Brynn                      | |
| 2011 | A Few Best Men                          | Daphne Ramme               | |
| 2012 | Bachelorette                            | Becky Archer               | |
| 2012 | Small Apartments                        | Rocky                      | |
| 2012 | This Means War                          | Hermana falsa de Tuck      | Versión extendida |
| 2012 | Struck by lightning                     | Malerie Baggs              | |
| 2012 | What to Expect When You're Expecting    | Janice                     | |
| 2012 | Ice Age: Continental Drift              | Raz                        | Papel de voz |
| 2012 | Pitch Perfect                           | Gorda Amy / Gorda Patricia | Teen Choice Awards por Actriz de cine: Comedia MTV Movie Award por Mejor actuación revelación MTV Movie Award por Mejor momento musical Nominada – Broadcast Film Critics Association Award por Mejor actriz de comedia Nominada – Detroit Film Critics Society por Actuación revelación Nominada – MTV Movie Award por Mejor actuación y MTV Movie Award por Mejor actuación femenina Nominada – San Diego Film Critics Society Award por Mejor actriz de reparto |
| 2013 | Pain & Gain                             | Robin Peck                 | |
| 2014 | Night at the Museum: Secret of the Tomb | Tilly                      | |
| 2015 | Pitch Perfect 2                         | Gorda Amy / Gorda Patricia | |
| 2016 | Kung Fu Panda 3                         | Mei Mei                    | Papel de voz. Líneas sobredobladas por Kate Hudson |
| 2016 | How to Be Single                        | Robin                      | |
| 2016 | Grimsby                                 | Dawn Grobham               | |
| 2016 | Absolutely Fabulous: The Movie          | Asistente de vuelo         | Cameo |
| 2017 | Pitch Perfect 3                         | Gorda Amy / Gorda Patricia | |
| 2019 | ¿No es romántico?                       | Natalie                    | También productora |
| 2019 | The Hustle                              | Penny Rust                 | También productora |
| 2019 | Jojo Rabbit                             | Fräulein Rahm              | |
| 2019 | Cats                                    | Jennyanydots               | |
| 2022 | Senior Year                             | Stephanie Conway           | |

### Televisión
| Año       | Título                        | Papel                        | Notas                            |
| --------- | ----------------------------- | ---------------------------- | -------------------------------- |
| 2003–2007 | Pizza                         | Toula                        | Personaje recurrente             |
| 2006–2007 | The Wedge                     | Varios personajes            |                                  |
| 2007–2009 | Thank God You're Here         | Ella misma/Varios personajes |                                  |
| 2008      | Bogan Pride                   | Jennie Cragg                 |                                  |
| 2008      | Monster House                 | Penelope Webb                |                                  |
| 2009      | Talkin' 'bout your Generation | Invitada de la Generación Y  | Episodio 3                       |
| 2009      | City Homicide                 | Sarah Gilbert                | Episodio: "Dead weight"          |
| 2009      | The Breast Darn Show in Town  | Ella misma                   |                                  |
| 2010      | Rules of Engagement           | Sara                         | Episodio: "Les-bros"             |
| 2011      | Workaholics                   | Gran Money Hustla            | Episodio: "Straight up Juggahos" |
| 2013      | Can of Worms                  | Ella misma                   | Episodio 2                       |
| 2013      | 2013 MTV Movie Awards         | Anfitriona                   |                                  |
| 2013–2014 | Super Fun Night               | Kimmie Boubier               | Papel principal                  |